# Nagatinskaja
Nagatinskaja (in russo:Нагатинская) è una stazione della metropolitana di Mosca situata sulla Linea Serpuchovsko-Timirjazevskaja, la linea 9 della Metropolitana di Mosca. È stata inaugurata l'8 novembre 1983. A circa un chilometro dalla stazione si trova la fermata di Verchnie Kotly, interscambio con l'Anello centrale di Mosca.

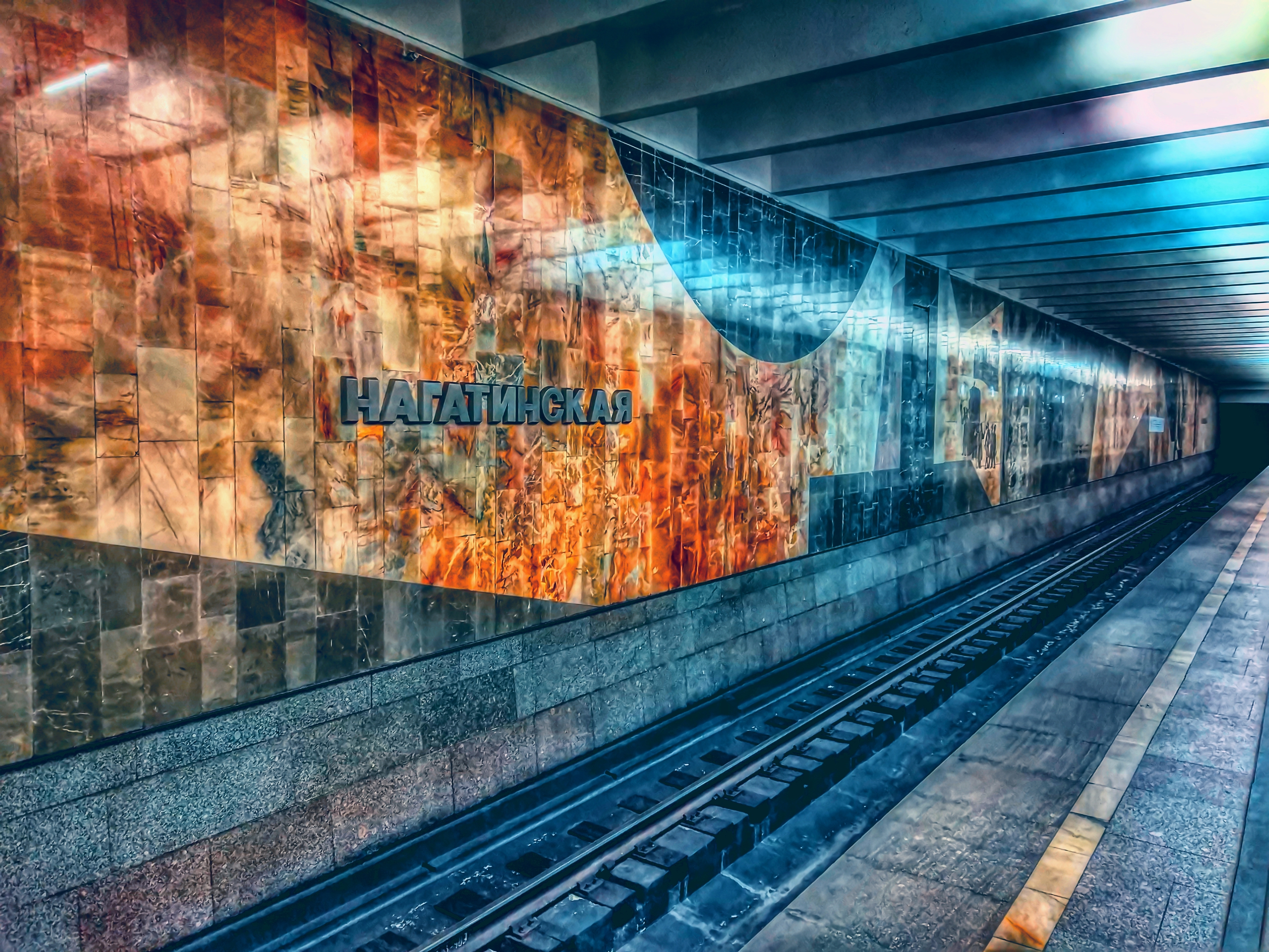
Nagatinskaja